# دوري السوبر الأوروبي
دوري السوبر (بالإنجليزية: The Super League)‏ (الاسم القانوني: شركة دوري السوبر الأوروبي، ش.ذ.م.م.) يشار إليها أيضًا باسم دوري السوبر الأوروبي، مسابقة كرة قدم سنوية مقترحة للأندية يتنافس عليها عشرين ناديًا أوروبيًا لكرة القدم. تم تصميم هذا الدوري ليضم خمسة عشر «ناديًا مؤسسًا» – مشاركين دائمين في المسابقة وشركاء حاكمين – جنبًا إلى جنب مع خمسة أندية أوروبية أخرى لكرة القدم يمكنها التأهل بناءً على أدائها في الموسم الأخير من الدوري المحلي. تم التخطيط لها كمسابقة منفصلة لمنافسة أو استبدال دوري أبطال أوروبا، بطولة كرة القدم الأبرز في أوروبا التي ينظمها الاتحاد الأوروبي لكرة القدم.
وقد تمت محاولة خطط تشكيل «دوري السوبر الأوروبي» منذ عام 1998 لكنها باءت بالفشل. في أبريل 2021، تم إنشاء دوري السوبر الأوروبي من قبل اثني عشر ناديًا (ستة من إنجلترا وثلاثة من إسبانيا وثلاثة من إيطاليا)، وكان من المتوقع انضمام ثلاثة أعضاء مؤسسين آخرين. تم تعيين فلورنتينو بيريز كأول رئيس للمنظمة. بدأت خطط تحديد أول نسخة للمسابقة جارية على أمل البدء «في أقرب وقت ممكن عمليًا».
تلقى إعلان دوري السوبر الأوروبي معارضة عالمية تقريبًا من المشجعين واللاعبين والمديرين والسياسيين والأندية الأخرى بالإضافة إلى الفيفا والاتحاد الأوروبي لكرة القدم والحكومات الوطنية. ركزت الكثير من الانتقادات الموجهة إلى دوري السوبر الأوروبي على أنها مسابقة نخبوية وتفتقر إلى القدرة التنافسية. أدت رد الفعل العنيف ضد الإعلان عن تشكيل الدوري إلى إعلان جميع الأندية الإنجليزية الستة عن نيتها الانسحاب. أعلنت رابطة دوري السوبر الأوروبي لاحقًا أنها «ستعيد النظر في أنسب الخطوات لإعادة تشكيل المشروع» بعد رحيل الأندية الإنجليزية. بعد ثلاثة أيام من إعلانه رسميًا، أعلن دوري السوبر الأوروبي تعليق عملياته.

## التاريخ
تعود مقترحات إنشاء دوري السوبر الأوروبي إلى عام 1998 على الأقل، عندما قامت شركة ميديا بارتنرز الإيطالية بالتحقيق في الفكرة، والتي فشلت بعد أن تحرك الاتحاد الأوروبي لكرة القدم لتوسيع دوري أبطال أوروبا. وقد تم تقديم العديد من المقترحات خلال العقدين التاليين دون نجاح يذكر. تضمنت المقترحات ذات الصلة الطموح طويل الأمد من قبل دوري السوبر الأوروبي لاستضافة «الجولة 39» الخارجية للاستفادة من الأسواق الخارجية المربحة.
وفقًا للتقارير، تم تأسيس دوري السوبر الأوروبي بسبب الإحباط من أن الاتحاد الأوروبي لكرة القدم، وبسب موقعهم الاحتكاري، ورفضهم تحقيق الإمكانات المالية الكاملة لكرة القدم الأوروبية، مما منع الأندية بعد ذلك من تنمية أعمالها وتطوير البنية التحتية. يعتقد مسؤول تنفيذي لنادٍ مؤسس، تحدث شريطة عدم الكشف عن هويته، أن دوري السوبر الأوروبي قابلاً للحل إذا وافق الاتحاد الأوروبي لكرة القدم على إصلاح دوري الأبطال؛ بينما قال آخر بأن الخطط كانت «استكشافية».

## التأسيس
أُعلن عن الدوري في 18 أبريل 2021، من خلال بيان صحفي أرسلته الأندية المؤسسة. جاء هذا الإعلان عشية اجتماع اللجنة التنفيذية للاتحاد الأوروبي لكرة القدم، والذي يهدف إلى تجديد وتوسيع دوري أبطال أوروبا بداية موسم 2024–25 من أجل زيادة عدد المباريات والإيرادات، بعد ضغوط من نخبة الأندية الأوروبية.
ذكر البيان الصحفي عزمه على «تقديم مباريات ذات جودة عالية وموارد مالية إضافية لهرم كرة القدم بشكل عام» مع «توفير نمو اقتصادي ودعم أكبر بكثير لكرة القدم الأوروبية من خلال التزام طويل الأجل بمدفوعات تضامنية غير محدودة ستنمو بما يتماشى مع عائدات الدوري.» قال رئيس دوري السوبر فلورنتينو بيريز إن دوري السوبر الأوروبي سيساعد الأندية على استعادة الأرباح المفقودة بسبب جائحة فيروس كورونا. قال بيريز أيضًا أن دوري السوبر الأوروبي سيكون له في نهاية المطاف نظام من الصعود والهبوط وسيجذب جيلًا جديدًا من عشاق كرة القدم مع تحسين تقنية الفيديو والتحكيم.
بالإضافة إلى بطولة الرجال، تُخطط المنظمة أيضًا لإطلاق دوري السوبر الأوروبي النسائي المقابل «في أقرب وقت ممكن عمليًا».

## الأندية المؤسسة
أرسنال

تشيلسي

توتنهام هوتسبير
فرق مدريد

أتلتيكو مدريد

ريال مدريد
فرق مانشستر

مانشستر سيتي

مانشستر يونايتد
فرق ميلان

إنتر ميلان

تم الإعلان عن اثني عشر ناديًا كأعضاء مؤسسين للمسابقة، ومن المقرر انضمام ثلاثة آخرين قبل الموسم الافتتاحي. وهذا يشمل «الستة الكبار» في إنجلترا، بالإضافة إلى ثلاثة أندية إسبانية وثلاثة أندية إيطالية. الأندية الخمسة عشر المؤسسة سيكونوا مشاركين دائمين في المسابقة، وسوف تحكم المنظمة. في وقت الإعلان، كانت 10 من الأندية المؤسسة في المراكز الـ 14 الأولى من تصنيفات معامل اليويفا، مع وجود إنتر ميلان (26) وميلان (53) في الخارج. كان الاثنا عشر في المراكز الـ16 الأولى في قائمة فوربس لأغنى أندية كرة القدم في العالم لعام 2021. وبلغت قيمتهم الإجمالية 34.4 مليار دولار أمريكي.
بحلول 21 أبريل، بعد ثلاثة أيام فقط من تأسيسه، أعلن 10 من الأندية الـ12 عن خططهم للانسحاب وسط رد فعل عنيف، مع بقاء برشلونة وريال مدريد فقط.
- أرسنال
- تشيلسي
- ليفربول
- مانشستر سيتي
- مانشستر يونايتد
- توتنهام هوتسبير
- إنتر ميلان
- يوفنتوس
- ميلان
- أتلتيكو مدريد
- برشلونة
- ريال مدريد

### الأعضاء المحتملون
بالنسبة للأندية الثلاثة الكبرى باريس سان جيرمان وبايرن ميونخ وبوروسيا دورتموند وبورتو، التي رفضت الانضمام إلى دوري السوبر الأوروبي، يريد دوري السوبر الأوروبي أن يضاف إلى الأعضاء المؤسسين على الفور. يجب أن يعمل دوري السوبر الأوروبي بسرعة لإضافة بايرن ميونيخ وبوروسيا دورتموند وباريس سان جيرمان إلى الأندية المؤسسة الخمسة عشر للبطولة. وفقًا لوثيقة نشرتها دير شبيغل، سيتم منح بايرن ودورتموند 30 يومًا، وسيعطى باريس سان جيرمان 14 يومًا للتسجيل في دوري السوبر الأوروبي. وقد رد أن الأندية الفرنسية والألمانية والبرتغالية، بما في ذلك، رفضت الانضمام إلى المسابقة. ومع ذلك، قال رئيس دوري السوبر الأوروبي فلورنتينو بيريز أن باريس سان جيرمان والأندية الألمانية لم تتم دعوتهما كنوادي مؤسِّسة. صرح تشارلز باترسون، مراسل سكاي سبورت، أن دوري السوبر الأوروبي سوف يدعو ناديي سلتيك ورينجرز من اسكتلندا. صرح باترسون أن هناك محاولات من قبل الناديين للانفصال عن نظام الدوري الإسكتلندي منذ التسعينيات، وأن قدرتهم على المنافسة داخل المنافسة الأوروبية قد أعيقت بسبب الإيرادات المحدودة في اسكتلندا. يعتقد باترسون أيضًا أن دوري السوبر الأوروبي سيحتاج إليهما، حيث يمتلك كلا الناديين قواعد جماهيرية عالمية وملاعب عالية الجودة.

### الانسحاب واستجابة دوري السوبر
كان تشيلسي أول نادٍ إنجليزي يعلن انسحابه (صرح بيريز إن أحد الأندية الإنجليزية لم يكن مقتنعا حين وقَّع، وبمجرد انسحابه بات الأمر مُعديا في إنجلترا بأكملها. أول المنسحبين رسميا كان مانشستر سيتي ولكن رئيس الميرينجي رفض أن يسميه، فأول مَن انتشرت أخبار انسحابه كان تشيلسي، وآخر مَن أعلن انسحابه الرسمي كان تشيلسي أيضا) بعد أن التقى رئيس النادي بروس باك باللاعبين. في 20 أبريل 2021، أكد مانشستر سيتي أنه بدأ رسميًا إجراءات الانسحاب من دوري السوبر الأوروبي. أصدر رئيس الاتحاد الأوروبي لكرة القدم ألكسندر تشيفرين بيانًا رحب فيه بالعودة إلى «أسرة كرة القدم الأوروبية». كما انسحب أرسنال وليفربول ومانشستر يونايتد وتوتنهام هوتسبير في وقت لاحق من نفس اليوم، مع انسحاب تشيلسي في الساعات الأولى من يوم 21 أبريل.
بعد انسحاب الأندية الإنجليزية، في 21 أبريل، صرح دوري السوبر الأوروبي، «نظرًا للظروف الحالية، سنعيد النظر في أنسب الخطوات لإعادة تشكيل المشروع، مع الأخذ في الاعتبار دائمًا أهدافنا المتمثلة في تقديم أفضل تجربة ممكنة للمشجعين مع تعزيز مدفوعات التضامن لمجتمع كرة القدم بأكمله». ألقى رئيس يوفنتوس ونائب رئيس دوري السوبر الأوروبي أندريا أنييلي باللوم على انسحاب المملكة المتحدة من الاتحاد الأوروبي وأضاف في وقت لاحق من ذلك اليوم أنه من غير المرجح أن يستمر مشروع دوري السوبر الأوروبي في شكله الحالي بعد انسحاب الأندية الإنجليزية الستة، رغم أنه ما زال يؤمن بالمشروع. بعد أقل من ساعة على ذلك، أعلن كل من أتلتيكو مدريد وإنتر ميلان رسميًا انسحابهما من دوري السوبر الأوروبي. أكد ميلان خروجهم بعد فترة وجيزة.
في أعقاب الانسحابات، قال فلورنتينو بيريز إن أيا من الأندية المؤسسة لم يترك الاتحاد رسميا. تعهد بالعمل مع الهيئات الإدارية لجعل شكل من أشكال دوري السوبر الأوروبي يعمل؛ في حين ألقى باللوم على الأندية الإنجليزية لفقدان أعصابها في مواجهة المعارضة وسلطات كرة القدم لتصرفها بعدوانية غير مبررة. أصر بيريز على أن مشروع دوري السوبر الأوروبي قد وضع «في وضع الاستعداد» ولم ينته بعد.

## شكل البطولة
تم اقتراح المسابقة لتشمل عشرين فريقًا، بما في ذلك النوادي الخمسة عشر المؤسسة. أما باقي المراكز فكانت تحدد بآلية تأهيلية تعتمد على أداء الفرق في الموسم السابق. اعتبارًا من أغسطس، كان سيتم تقسيم الفرق إلى مجموعتين من عشرة، حيث تلعب الأندية مباريات الذهاب والإياب خلال منتصف الأسبوع. للسماح للأندية بالاستمرار في المشاركة في بطولاتهم المحلية. تتأهل الفرق الثلاثة الأولى من كل مجموعة إلى ربع النهائي، بينما تتنافس الفرق التي تحتل المركزين الرابع والخامس من كل مجموعة في مباراتين فاصلة لتحديد آخر اثنين من المتأهلين إلى ربع النهائي. وتقام الفترة المتبقية من المسابقة في فترة أربعة أسابيع في نهاية الموسم، حيث تشهد ربع النهائي ونصف النهائي مواجهات ثنائية، في حين ستقام المباراة النهائية في مايو كمباراة واحدة في مكان محايد. في المجموع، سيضم كل موسم من المسابقة 197 مباراة (180 في مرحلة المجموعات و17 في مرحلة خروج المغلوب).

## الجوائز النقدية
من المقرر أن تتميز المسابقة بمدفوعات تضامنية غير محدودة لأنديتها، والتي يمكن أن تزيد بما يتماشى مع إيرادات الدوري. صرحت المنظمة أن مدفوعات التضامن ستكون أعلى من تلك الخاصة بالمسابقات الأوروبية الحالية، ومن المتوقع أن تكون «أكثر من 10 مليار يورو خلال فترة الالتزام الأولي للأندية»، وأن الأندية المؤسسة ستتلقى 3.5 مليار يورو مقابل دعم خطط الاستثمار في البنية التحتية وللتعويض عن تأثير جائحة فيروس كورونا. يُقال إن عملاق الخدمات المصرفية الاستثمارية الأمريكية جي بي مورغان تشيس هو الداعم المالي الرئيسي لدوري السوبر الأوروبي، والذي تعهد بتقديم 5 مليارات دولار أمريكي للبطولة.
وفقًا لوثائق مسربة، ستتشارك الأندية الـ 15 المؤسسة لدوري السوبر الأوروبي بنسبة 32.5% من الإيرادات التجارية. مع توزيع 32.5% في المائة إضافية على جميع الفرق المشاركة العشرين، بما في ذلك الفرق الخمسة المدعوة. سيتم تخصيص 20% من الإيرادات على أساس «الجدارة» على أساس الأداء في دوري السوبر الأوروبي. وستتم مشاركة 15% بناءً على حجم جمهور البث. كما سيسمح للأندية بالاحتفاظ بجميع الإيرادات من التذاكر وصفقات رعاية النادي.

## الرئاسة
تم تأكيد المديرين التنفيذيين لكرة القدم التالية أسماؤهم كقادة للمنظمة.
| المنصب      | الاسم           | المناصب الأخرى                  |
| ----------- | --------------- | ------------------------------- |
| الرئيس      | فلورنتينو بيريز | رئيس ريال مدريد                 |
| نائب الرئيس | أندريا أنييلي   | رئيس يوفنتوس                    |
| نائب الرئيس | جويل غلازر      | الرئيس المشارك لمانشستر يونايتد |
| نائب الرئيس | جون دبليو هينري | مدير ليفربول                    |
| نائب الرئيس | ستان كرونكي     | مدير أرسنال                     |

## الاستقبال

### الهيئات الحاكمة لكرة القدم
أثار هذا الإعلان إدانة واسعة النطاق من الاتحاد الأوروبي لكرة القدم، والاتحاد الإنجليزي لكرة القدم، والدوري الإنجليزي الممتاز، والاتحاد الإيطالي لكرة القدم، والدوري الإيطالي، والاتحاد الملكي الإسباني لكرة القدم، والدوري الإسباني، التي تنتمي إليها الأندية المؤسسة. وأصدروا بيانا مشتركا جاءوا فيه أنهم «سينظرون في كل الإجراءات المتاحة لهم، على جميع المستويات، القضائية والرياضية على حد سواء لمنع دوري السوبر الأوروبي من المضي قدما. حذر الاتحاد الأوروبي لكرة القدم والدول الثلاث من أن أي أندية تشارك في دوري السوبر الأوروبي سيتم حظرها من جميع البطولا في كرة القدم المحلية والأوروبية والعالمية.» كما هددوا بإمكانية منع اللاعبين المشاركين من تمثيل منتخباتهم الوطنية في المباريات الدولية. أصدر الاتحاد الفرنسي لكرة القدم ودوري كرة القدم للمحترفين الفرنسية، وكذلك الاتحاد الألماني لكرة القدم ورابطة الدوري الألماني لكرة القدم، الذي لم تنضم إليه أي أندية بعد، بيانات معارضة لدوري السوبر الأوروبي المقترح.
عقدت رابطة الأندية الأوروبية، التي كان رئيسها آنذاك أندريا أنييلي نائب رئيس دوري السوبر الأوروبي، اجتماعًا طارئًا وأعلن بعد ذلك عن معارضته للخطة. لم يحضر أنييلي، وهو أيضًا عضو في اللجنة التنفيذية للاتحاد الأوروبي لكرة القدم، إلى جانب الأندية المؤسسة لدوري السوبر الأوروبي الاجتماع الافتراضي. استقال أنييلي في وقت لاحق من مناصبه كرئيس للرابطة وكعضو اللجنة التنفيذية للاتحاد الأوروبي لكرة القدم، مع مغادرة جميع أندية دوري السوبر الأوروبي الإثني عشر أيضًا اتحاد الأندية الأوروبية. كما أعرب الفيفا عن رفضه للإعلان، إلى جانب رئيس اللجنة الأولمبية الدولية توماس باخ. قال رئيس الفيفا جياني إنفانتينو في خطاب ألقاه في مؤتمر الاتحاد الأوروبي لكرة القدم لعام 2021 في مونترو بسويسرا،
«إذا اختار البعض السير في طريقهم الخاص، فعليهم تحمل عواقب اختيارهم، فهم مسؤولون عن اختيارهم... يعني، إما أنك داخل أو خارج. لا يمكنك أن تكون نصفًا في الداخل ونصفًا في الخارج. يجب أن يكون هذا واضحًا تمامًا»، على الأرجح في إشارة إلى خطة دوري السوبر الأوروبي لجعل أنديته تتنافس في بطولات الدوري المحلية إلى جانب دوري السوبر الأوروبي.
أصدر الدوري الإنجليزي الممتاز واتحاد كرة القدم بيانًا «بالإجماع والقوة» يعارضان الدوري الانفصالي، لكنهما استبعدا منع الأندية الستة المنشقة من المنافسات المحلية أو اتخاذ إجراءات قانونية ضدها.
ذكرت بلومبيرغ أن الاتحاد الأوروبي لكرة القدم كان يفكر في عرضًا بقيمة 6 مليار يورو من شركة سنتريكوس لإدارة الأصول لإصلاح دوري أبطال أوروبا.

### السياسيون والحكومات
أعرب العديد من السياسيين عن معارضتهم للمقترحات. وصف رئيس الوزراء البريطاني بوريس جونسون المقترحات بأنها «ضارة جدًا بكرة القدم» وتعهد بضمان «عدم المضي قدمًا بالطريقة التي يتم اقتراحها حاليًا». بالإضافة إلى ذلك، قال وزير الثقافة أوليفر دودن في تصريح لمجلس العموم إن «هذه الخطوة تتعارض مع روح اللعبة»، وتعهد بفعل «كل ما يتطلبه الأمر» لمنع الأندية الإنجليزية من الانضمام، وأعلن عن «انتقادت تقودها الجماهير» في كرة القدم، بقيادة وزيرة الرياضة السابقة تريسي كراوتش. قال الأمير ويليام دوق كامبريدج، رئيس الاتحاد الإنجليزي لكرة القدم، إنه «يشارك الجماهير مخاوفهم بشأن دوري السوبر الأوروبي المقترح والأضرار التي قد تسببها للعبة التي نحبها.»
أعرب الرئيس الفرنسي إيمانويل ماكرون عن دعمه لموقف الاتحاد الأوروبي لكرة القدم، قائلًا: «ستدعم الدولة الفرنسية جميع الخطوات التي يتخذها رابطة الدوري الإسباني لكرة القدم والاتحاد الفرنسي لكرة القدم والاتحاد الأوروبي لكرة القدم والفيفا لحماية نزاهة المسابقات الفيدرالية، سواء كانت وطنية أو أوروبية».
وأصدرت الحكومة الإسبانية بيانًا قالت فيه إنها «[لا] تدعم مبادرة إنشاء دوري السوبر الأوروبي الذي تروج له العديد من الأندية الأوروبية، بما في ذلك الأندية الإسبانية».
كما دعم رئيس الوزراء الإيطالي ماريو دراجي الاتحاد الأوروبي لكرة القدم في قراره، قائلًا إنه «يدعم بقوة مواقف سلطات كرة القدم الإيطالية والأوروبية.»

### التعليقات
تم وصف دوري السوبر الأوروبي بأنه مسعى «انفصالي»، والمغزى منه هو إعادة هيكلة لنخبة كرة القدم الأوروبية منذ إنشاء كأس أوروبا، مع ادعاءات بوجود تأثير سلبي محتمل على الأندية ذات الترتيب الأدنى شبيهة بتلك التي حدثت في وقت تشكيل الدوري الإنجليزي الممتاز في عام 1992. ومع ذلك، جادل رئيس دوري السوبر فلورنتينو بيريز بأن دوري السوبر الأوروبي سيحقق دخلًا عبر كرة القدم لأنه سيزيد الإيرادات الإجمالية في كرة القدم مما يسمح للأندية الأكبر بالاستثمار بشكل أكبر في الأندية الأصغر من خلال رسوم الانتقالات. وذكر أيضًا أن دوري السوبر الأوروبي «ليس مسابقة للأثرياء، إنها مسابقة تضامن لإنقاذ كرة القدم، من قبل العظماء والمتواضعين».
لاحظ المعلقون أن دوري السوبر الأوروبي سيقضي على المخاطر المالية للأعضاء المؤسسين بسبب إعداد الدوري «شبه المغلق» على غرار الدوري الأوروبي لكرة السلة حيث يضمن مجموعة من الأندية الدخول في دوري السوبر الأوروبي كل عام دون الحاجة إلى التأهل. سيؤدي هذا إلى القضاء على مخاطر هبوط الأندية في بطولات الدوري المحلية أو الفشل في التأهل لدوري أبطال أوروبا، مما يجعل الأندية المؤسسة أكثر استقرارًا في توليد الإيرادات وأكثر عرضة لزيادة القيمة. وارتفعت أسهم مانشستر يونايتد بنسبة 9 ونصف في المائة بعد الإعلان. ارتفعت أسهم يوفنتوس لتصل إلى 16 في المائة. يذكر المعلقون أيضًا أن دوري السوبر الأوروبي يمكن أن يجعل المنافسات المحلية غير ذات صلة ودرجة أقل مقارنة بدوري السوبر الأوروبي، وأنه سيدمر الأفكار الكامنة وراء أنظمة الصعود والهبوط. ومع ذلك، ادعى رئيس دوري السوبر الأوروبي فلورنتينو بيريز أن الدوري يخطط لاحقًا لنظام الصعود والهبوط. جادل أليكس ويب، كاتب العمود في بلومبيرغ، بأن تقلص الدوري الإنجليزي الممتاز بسبب دوري السوبر الأوروبي يمكن أن يضر بالقوة الناعمة لبريطانيا أيضًا. كتب مارك إيدلمان، المساهم في مجلة فوربس، أستاذ القانون في جامعة مدينة نيويورك، أن دوري السوبر الأوروبي سيجلب نموذج الدوري الأمريكي للمحترفين الرياضيين المربح إلى أوروبا.
في مقال رأي لياهو سبورتس، أشاد هنري بوشنل بفكرة أن أفضل الفرق يجب أن تلعب بعضها البعض، لكنه قال إن هيكل المنافسة يجب أن يكون له نظام صعود وهبوط يعتمد على الأداء في المستوى المحلي. الدوريات والكؤوس الأوروبية. وأضاف أن الدوري يجب أن يشارك المزيد من أرباحه مع الأندية الأقل مرتبة. ووصف المعلق الرياضي الإيطالي ماريو سكونسيرتي في كوريري ديلا سيرا دوري السوبر الأوروبي بأنه «فكرة فجة تتعارض مع الجماهير.» قال سايمون ستون مراسل بي بي سي إنه يمكن طرح مفهوم منقح لدوري السوبر الأوروبي في وقت ما في المستقبل خاصة مع استمرار الأندية في سعيها لزيادة عائدات البث التي تحصل عليها من المباريات.
تحدث بيريز عن أن دوري السوبر ليس مغلقا، وبالطبع وجود 15 فريقا يملكون حق المشاركة الدائمة لا يعني الانغلاق، فهناك 5 مقاعد سواء بالدعوات أو بطرق تأهل تُحدَّد لاحقا، مجرد وجود شرفي لا قيمة له أمام هؤلاء العمالقة بالتزامن مع ازدياد فجوة الموارد، كل الأندية ستطمح لرشفة من هذا النبع ولو مؤقتة، وكل اللاعبين بطبيعة الحال سيتصارعون لحجز مقاعدهم في 15 فريقا فقط، ولكن لا تفكر ولو للحظة أن الاتحاد الأوروبي قد كشَّر عن أنيابه لأجل أحلام بورتو ومارسيليا، أو لأجل رؤية المزيد من ليستر وفياريال في دوري أبطال أوروبا، بل ببساطة لأن أول ما سيطوله هذا الأثر التدميري هو سلطة يويفا على الأندية وعوائده المهولة من بطولاته الرئيسية.

### الأندية غير المشاركة في دوري السوبر الأوروبي
قال نادي وست هام يونايتد عبر موقعه على الإنترنت إنهم يعارضون بشدة دوري السوبر الأوروبي مؤكدين على جذورهم من الطبقة العاملة و150 لاعباً من الأكاديمية الذين تطوروا للعب مع الفريق الأول. في بيان انتقد نادي إيفرتون الأندية الإنجليزية «الستة الكبرى» التي انضمت إلى دوري السوبر الأوروبي اتهمتهم بـ«خيانة» مشجعي كرة القدم في جميع أنحاء إنجلترا.
دعا كل من أتالانتا وهيلاس فيرونا وكالياري إلى منعها الأندية الإيطالية المشاركة في دوري السوبر الأوروبي من المشاركة في الدوري الإيطالي. أصدر كل من بايرن ميونخ وبوروسيا دورتموند تصريحات شجبت فيها دوري السوبر الأوروبي.

### منظمات البث
أدانت قناة بي تي سبورت البريطانية، إحدى الشبكات التي تمتلك حقوق دوري أبطال أوروبا والدوري الإنجليزي الممتاز، دوري السوبر الأوروبي وقالت إنه «يمكن أن يكون له تأثير ضار على صحة كرة القدم على المدى الطويل في المملكة المتحدة.» بينما كررت منافستها سكاي سبورت أنها لم تعقد محادثات لبث الدوري.[بحاجة لمصدر] صرحت أمازون برايم فيديو، التي تمتلك حقوق بث الدوري الإنجليزي الممتاز في المملكة المتحدة، بعدم وجود أي مشاركة لها. أكد موقع دي أيه زد أنهم «لم يشاركوا أو يهتموا بأي شكل من الأشكال بالدخول في مناقشات بشأن إنشاء دوري السوبر الأوروبي ولم تحدث أي محادثات.» كما قال فيسبوك إنهم لم يشاركوا في مناقشات لبث دوري السوبر الأوروبي.
وقالت ميديابرو، التي تملك حقوق الدوري الإسباني ودوري أبطال أوروبا في إسبانيا، لرويترز إنهم «لن يفسخ عقد البث التلفزيوني مع الاتحاد الأوروبي لكرة القدم والبطولات الوطنية للانضمام إلى مشروع دوري السوبر الأوروبي المنشق.»، وتوقعوا أيضًا فشل دوري السوبر الأوروبي.

### ردود الفعل الفردية
أثار رد فعل غاري نيفيل لاعب مانشستر يونايتد السابق والمالك الشريك الحالي لسالفورد سيتي اهتمامًا قويًا على وسائل التواصل الاجتماعي، واصفًا التشكيل بأنه «عمل من الجشع الخالص» وشعر بخيبة أمل خاصة من انضمام ناديه السابق، واستمر في القول إن الإجراءات الصارمة يجب أن تكون اتخذت ضد الأندية المؤسسة، بما في ذلك الحظر من المسابقات الأوروبية وخصم النقاط. قال روي كين، لاعب سابق آخر في مانشستر يونايتد، «الأمر يتعلق بالمال والجشع. لم نسمع شيئًا من الفيفا حتى الآن وهذا لا يبدو جيدًا، فلنأمل أن يوقفوه في مساره لأن هذا مجرد جشع خالص. نتحدث عن الأندية الكبيرة - بايرن ميونخ هو أحد أكبر الأندية في العالم. على الأقل اتخذوا موقفًا، وهي بداية جيدة»
قال لاعب باريس سان جيرمان أندير هيريرا في تغريدة: «وقعت في عشق كرة القدم الشعبية، كرة القدم التي تعيش بالجماهير، وحلم مشاهدة فريقي وهو ينافس مع الكبار. إذا ما طُبق مقترح البطولة الجديدة، فستذهب تلك الأحلام أدراج الرياح، وسينتهي معها أيضا أحلام الجماهير التي ترغب في أن ترى فرقها المتواضعة وهي تفوز في المباريات في أفضل مسابقة قارية على مستوى الأندية.»
قال روبن جوسينس، مدافع أتالانتا، إن دوري السوبر الأوروبي «كارثة كبيرة لكرة القدم. لقد صدمت أن هذا أصبح حقيقة الآن... إذا كان هناك الآن دوري سوبر يتأهل فيه أرسنال أو توتنهام إلى الأبد بدون أي إنجاز رياضي، ستُجرد كرة القدم من أسسها. يجب أن يدرك الجميع أن كرة القدم ستتغير إلى الأبد ولن تعود كما كانت مرة أخرى.»
قال لاعب خط وسط ليفربول جيمس ميلنر في مقابلة بعد المباراة إنه لم يعجبه دوري السوبر الأوروبي وتمنى ألا يحدث ذلك. كان يورغن كلوب مدرب ليفربول ينتقد أيضًا دوري السوبر الأوروبي، على الرغم من أنه قال إنه لن يستقيل وبدلًا من ذلك سيقوم «بتنظيمها بشكل أو بآخر» مع مجموعة فينواي الرياضية. دعا كابتن ليفربول جوردان هندرسون لعقد اجتماع لقادة أندية الدوري الإنجليزي، ثم قال فيما بعد «نحن لا نحب ذلك ولا نريده أن يحدث».
قال توماس توخل مدرب تشيلسي إنه يثق في ناديه لاتخاذ القرارات الصحيحة فيما يتعلق بدوري السوبر الأوروبي. وأضاف بيب غوارديولا، مدرب مانشستر سيتي، أنه على الرغم من «أنها ليست رياضة [حقًا] إذا كان النجاح مضمونًا»، ألا أن الاتحاد الأوروبي لكرة القدم «فشل» في تطوير الرياضة وأن مؤسسات كرة القدم «لا تفكر إلا في أنفسهم».

### سوق الأوراق المالية
بعد الإعلان عن دوري السوبر الأوروبي زادت الأسهم في مانشستر يونايتد ويوفنتوس بنسبة 9% و19% على التوالي. بعد تعليق دوري السوبر الأوروبي، انخفضت الأسهم في الأندية بشكل ملحوظ.

### الجماهير
أصدرت منظمة مشجعي كرة القدم الأوروبية، وهي هيئة تمثل مشجعين في 45 دولة من دول الاتحاد الأوروبي لكرة القدم، بيانًا يعارض إنشاء دوري السوبر الأوروبي. أظهر استطلاع أجرته يوجوف أن 79% من مشجعي كرة القدم البريطانية يعارضون دوري السوبر الأوروبي مع 14% فقط عبروا عن دعمهم. كما أعرب 76% من مشجعي الفرق البريطانية التي انضمت إلى دوري السوبر الأوروبي عن عدم موافقتهم، و20% أعربوا عن دعمهم.
عارضت مجموعات من مشجعين الأندية الإنجليزية الستة، وأصدرت بيانات تدين الخطط والأندية لمشاركتها في الدوري.

## الاحتجاجات
في 19 أبريل 2021، ظهر حشد من حوالي 700 مشجع خارج إيلاند رود على الرغم من قيود فيروس كورونا، قبل المباراة المقررة بين ليدز يونايتد وليفربول، للاحتجاج على دوري السوبر الأوروبي. أثناء الإحماء قبل المباراة، ارتدى لاعبو ليدز يونايتد قميصًا كُتب عليه «كرة القدم للجماهير، دوري الأبطال، استحقها». تحت شعار دوري أبطال أوروبا. تم ترك القمصان على المقاعد داخل غرفة تغيير الملابس في ليفربول، لكن اللاعبين لم يرتدوها. بالإضافة إلى ذلك، تم وضع لافتة كبيرة خلف مرمى واحد تقول: «اكسبها على أرض الملعب، كرة القدم للجماهير».

## الإجراءات القانونية
في 19 أبريل 2021، صرح رئيس الاتحاد الأوروبي لكرة القدم ألكسندر تشيفرين أن الاتحاد الأوروبي لكرة القدم سيبدأ في إجراء «تقييمات قانونية» في اليوم التالي، وأن المنظمة ستنظر في حظر أندية دوري السوبر الأوروبي الإثني عشر «في أقرب وقت ممكن». ومع ذلك، أبلغ دوري السوبر الأوروبي الاتحاد الأوروبي لكرة القدم والفيفا أنهم بدأوا إجراءات قانونية من أجل منع إحباط البطولة. صرح يسبر مولر، رئيس الاتحاد الدنماركي لكرة القدم وعضو اللجنة التنفيذية للاتحاد الأوروبي لكرة القدم، أنه يتوقع طرد الثلاثة أندية المشاركة في دوري السوبر الأوروبي من نصف نهائي دوري أبطال أوروبا 2020–21 – تشيلسي ومانشستر سيتي وريال مدريد – من المنافسة بحلول 23 أبريل. بالإضافة إلى ذلك، توقع أيضًا طرد أرسنال ومانشستر يونايتد من نصف نهائي الدوري الأوروبي 2020–21. لكن رئيس دوري السوبر الأوروبي فلورنتينو بيريز قال إن ذلك سيكون «مستحيلًا» وأن القانون يحميهم.
أثار دوري السوبر الأوروبي أيضًا نقاشًا حول ما إذا كان ينتهك قانون مكافحة الاحتكار لأنه يحتوي على ممارسات تجارية يُزعم أنها مصممة لتقليل المنافسة، من خلال إنشاء سوق محمي يُقيد الآخرين من الدخول فيه مما قد يحد من المنافسة. ذكرت المفوضية الأوروبية أنها لا تخطط للتحقيق مع دوري السوبر الأوروبي لانتهاكات مكافحة الاحتكار. جادل أليكس ويب، كاتب العمود في بلومبيرغ، بأن افتقار اللجنة إلى التحقيق كان له ما يبرره. إذا فشلت القضية ضد دوري السوبر الأوروبي، يمكن للأطراف الأخرى تفسير القضية على أنها تغاضي عن دوري السوبر الأوروبي، وقد تواجه المفوضية رد فعل شعبي عنيفًا.
خمن المحامي الرياضي دانييل جي بأن الاتحاد الأوروبي لكرة القدم ودوري السوبر الأوروبي، وكذلك رابطة الأندية الأوروبية، وفيفبرو، والفيفا، شاركوا في «لعبة تفاوض عالية المخاطر»، وأن إطلاق دوري السوبر الأوروبي لم يكن مضمونًا. وفي إشارة إلى محادثة مع محامٍ غير معروف، صرح مراسل قناة سكاي سبورت، غيرانت هيوز، أن الحجج الرئيسية لكلا الجانبين ستتعامل مع قانون المنافسة؛ قد يجادل الاتحاد الأوروبي لكرة القدم بأن دوري السوبر الأوروبي سيكون فعليًا دوريًا مغلقًا وأن الأندية في الدوري كانت تسيء استخدام سلطتها، في حين أن دوري السوبر الأوروبي قد يجادل بأن الشروط التقييدية التي يفرضها الاتحاد الأوروبي لكرة القدم أو الفيفا ستكون معادية للمنافسة. ذكر هيوز أيضًا أنه، في رأي المحامي، سيكون لدوري السوبر الأوروبي ميزة طفيفة في قضية افتراضية بموجب قانون الاتحاد الأوروبي الحالي؛ إذا كان هناك تغيير في تفسير قانون الاتحاد الأوروبي، فيمكن أن يفوز الاتحاد الأوروبي لكرة القدم.
في 20 أبريل، قضت محكمة تجارية إسبانية في مدريد مبدئيًا بأن الاتحاد الأوروبي لكرة القدم والفيفا وأي هيئة أخرى مرتبطة بكرة القدم لا يمكنها منع إطلاق دوري السوبر الأوروبي حتى تنظر المحكمة بشكل كامل في القضية.
بينما لم يستبعد الدوري الإنجليزي الممتاز اتخاذ إجراءات قانونية ضد «الستة الكبار»، لكن فضلوا تجنب ذلك. اعتقد دوري السوبر الأوروبي أن بعض القواعد التي حضعت لها الأندية المؤسسة لم تكن «سليمة من الناحية القانونية» وأنهم يخططون لاختبار فعاليتها في المحاكم الأوروبية.

## وصلات خارجية
- الموقع الرسمي